# Amok (álbum)
Amok es el tercer álbum de la banda de metal finesa Sentenced. El álbum fue lanzado a través de Century Media Records en 1995.  
A pesar de seguir arraigado en el género del Death Metal, este álbum toma la dirección del  Death Metal Melódico, escuchado en su previo álbum de 1993 North from Here y la lleva más allá con elementos tradicionales del Heavy Metal y Doom Metal, junto a elementos de un estilo aproximado al Rock gótico que la banda va a a tomar en sus posteriores lanzamientos, después de la salida del bajista/vocalista Taneli Jarva.  
En las letras se puede apreciar una mezcla de melancolía, mitología y temas suicidas.
Hay un episodio de la serie Home Improvement (Mejorando la casa en Latinoamérica) donde se puede ver al personaje Mark (Interpretado por Noah Smith) usando una remera en la cual esta estampada la carátula del disco.  

## Lista de canciones
| N.º | Título                              | Duración |  |
| 1.  | «The War Ain't Over!»               | 4:17     |  |
| 2.  | «Phenix»                            | 5:32     |  |
| 3.  | «New Age Messiah»                   | 4:29     |  |
| 4.  | «Forever Lost»                      | 7:15     |  |
| 5.  | «Funeral Spring»                    | 3:55     |  |
| 6.  | «Nepenthe»                          | 3:53     |  |
| 7.  | «Dance on the Graves (Lil' Siztah)» | 4:27     |  |
| 8.  | «Moon Magick»                       | 4:45     |  |
| 9.  | «The Golden Stream of Lapland»      | 4:58     |  |

Bonus tracks de la edición Japonesa
| Japanese Bonus Tracks |              |          |  |
| N.º                   | Título       | Duración |  |
| 10.                   | «Dreamlands» |          |  |
| 11.                   | «Obsession»  |          |  |

## Créditos
- Taneli Jarva - Vocales/Bajo
- Miika Tenkula - Guitarra
- Sami Lopakka - Guitarra
- Vesa Ranta - Batería

Invitados
- Virpi Rautsiala – Coros